# Salt amb esquís als Jocs Olímpics
El salt amb esquís és un esport que forma part del programa olímpic des dels Jocs Olímpics d'Hivern de 1924 realitzats a Chamonix (França), els primers que es disputaren a la història. En els Jocs Olímpics d'Hivern de 1964 realitzats a Innsbruck (Àustria) s'incorporà una nova prova (a diferent alçada que l'anterior) i en els Jocs Olímpics d'Hivern de 1988 realitzats a Calgary (Canadà) s'incorporà la prova per equips.
El Comitè Olímpic Internacional (COI) refusà l'any 2006 la introducció de la competició femenina en els Jocs Olímpics d'Hivern de 2010 realitzats a Vancouver (Canadà) pel baix nivell de la competició mundial femenina. Finalment fou introduïda la competició femenina en els Jocs Olímpics d'Hivern de 2014 realitzats a Sotxi (Rússia).
Els grans dominadors d'aquest esport són Finlàndia, Noruega i Àustria.

## Programa
| Prova                       | 24                  | 28                  | 32                  | 36                  | 48                  | 52                  | 56                  | 60                  | 64                  | 68                  | 72                  | 76                  | 80                  | 84                  | 88                  | 92                  | 94                  | 98                  | 02                  | 06                  | 10                  | 14                  | 18                  | 22                  | Anys                |
| Categoria masculina         | Categoria masculina | Categoria masculina | Categoria masculina | Categoria masculina | Categoria masculina | Categoria masculina | Categoria masculina | Categoria masculina | Categoria masculina | Categoria masculina | Categoria masculina | Categoria masculina | Categoria masculina | Categoria masculina | Categoria masculina | Categoria masculina | Categoria masculina | Categoria masculina | Categoria masculina | Categoria masculina | Categoria masculina | Categoria masculina | Categoria masculina | Categoria masculina | Categoria masculina |
| --------------------------- | ------------------- | ------------------- | ------------------- | ------------------- | ------------------- | ------------------- | ------------------- | ------------------- | ------------------- | ------------------- | ------------------- | ------------------- | ------------------- | ------------------- | ------------------- | ------------------- | ------------------- | ------------------- | ------------------- | ------------------- | ------------------- | ------------------- | ------------------- | ------------------- | ------------------- |
| Salt llarg individual       | •                   | •                   | •                   | •                   | •                   | •                   | •                   | •                   | •                   | •                   | •                   | •                   | •                   | •                   | •                   | •                   | •                   | •                   | •                   | •                   | •                   | •                   | •                   | •                   | 24                  |
| Salt curt individual        |                     |                     |                     |                     |                     |                     |                     |                     | •                   | •                   | •                   | •                   | •                   | •                   | •                   | •                   | •                   | •                   | •                   | •                   | •                   | •                   | •                   | •                   | 16                  |
| Salt llarg per equips       |                     |                     |                     |                     |                     |                     |                     |                     |                     |                     |                     |                     |                     |                     | •                   | •                   | •                   | •                   | •                   | •                   | •                   | •                   | •                   | •                   | 10                  |
| Categoria femenina          |                     |                     |                     |                     |                     |                     |                     |                     |                     |                     |                     |                     |                     |                     |                     |                     |                     |                     |                     |                     |                     |                     |                     |                     |                     |
| Salt curt individual        |                     |                     |                     |                     |                     |                     |                     |                     |                     |                     |                     |                     |                     |                     |                     |                     |                     |                     |                     |                     |                     | •                   | •                   | •                   | 3                   |
| Categoria mixta             |                     |                     |                     |                     |                     |                     |                     |                     |                     |                     |                     |                     |                     |                     |                     |                     |                     |                     |                     |                     |                     |                     |                     |                     |                     |
| Salt curt per equips mixtos |                     |                     |                     |                     |                     |                     |                     |                     |                     |                     |                     |                     |                     |                     |                     |                     |                     |                     |                     |                     |                     |                     |                     | •                   | 1                   |

## Medaller
| Posició | País                      | Or | Plata | Bronze | Total |
| 1       | Noruega                   | 12 | 10    | 14     | 36    |
| 2       | Finlàndia                 | 10 | 8     | 4      | 22    |
| 3       | Àustria                   | 7  | 10    | 10     | 27    |
| 4       | Alemanya                  | 6  | 7     | 3      | 16    |
| 5       | Japó                      | 4  | 6     | 4      | 14    |
| 6       | Polònia                   | 4  | 3     | 3      | 10    |
| 7       | Suïssa                    | 4  | 1     | 0      | 5     |
| 8       | RDA                       | 2  | 3     | 2      | 7     |
| 9       | Eslovènia                 | 2  | 2     | 3      | 7     |
| 10      | Txecoslovàquia            | 1  | 2     | 4      | 7     |
| 11      | Equip unificat d'Alemanya | 1  | 0     | 1      | 2     |
| 12      | Unió Soviètica            | 1  | 0     | 0      | 1     |
| 13      | Suècia                    | 0  | 1     | 1      | 2     |
| 13      | Iugoslàvia                | 0  | 1     | 1      | 2     |
| 15      | ROC                       | 0  | 1     | 0      | 1     |
| 16      | Estats Units              | 0  | 0     | 1      | 1     |
| 16      | França                    | 0  | 0     | 1      | 1     |
| 16      | Canadà                    | 0  | 0     | 1      | 1     |
| Total   | Total                     | 54 | 55    | 43     | 162   |

en cursiva: comitès nacionals desapareguts.

## Medallistes més guardonats
| Nom                   | CON            | Jocs      | Or | Plata | Bronze | Total |
| Matti Nykänen         | Finlàndia      | 1984-1988 | 4  | 1     | 0      | 5     |
| Simon Ammann          | Suïssa         | 2002-2010 | 4  | 0     | 0      | 4     |
| Jens Weißflog         | RDA · Alemanya | 1984-1994 | 3  | 1     | 0      | 4     |
| Thomas Morgenstern    | Àustria        | 2006-2014 | 3  | 1     | 0      | 4     |
| Kamil Stoch           | Polònia        | 2014-2018 | 3  | 0     | 1      | 4     |
| Andreas Wellinger     | Alemanya       | 2014-2018 | 2  | 2     | 0      | 4     |
| Gregor Schlierenzauer | Àustria        | 2010-2014 | 1  | 1     | 2      | 4     |
| Martin Höllwarth      | Àustria        | 1992-1998 | 0  | 3     | 1      | 4     |
| Adam Małysz           | Polònia        | 2002-2010 | 0  | 3     | 1      | 4     |
| Matti Hautamäki       | Finlàndia      | 2002-2006 | 0  | 3     | 1      | 4     |